# Марьюс Манолаке
Марьюс Манолаке (рум. Marius Manolache; нар. 22 квітня 1973, Галац) – румунський шахіст, гросмейстер від 2007 року.

## Шахова кар'єра
Перші значні результати почав показувати наприкінці 1990-х років. 2000 року поділив 2-ге місце в Текіргіол. У 2001 році поділив 3-тє місце (позаду Мірчі Пирліграса і Михайла Голубєва, разом з Константіном Іонеску) в Бухаресті, а також дебютував у фіналі чемпіонату Румунії, поділивши 4-те місце. 2002 року поділив 2-ге місце (позаду Константіна Іонеску) в Ефоріє і переміг (разом з тим самим гравцем) у Бухаресті. Наступного року на черговому турнірі в столиці Румунії поділив 2-ге місце (позаду Драгоша Думітраке, разом з Дмитром Свєтушкіним і Джордже-Габрієлом Грігоре), 2004 року переміг у Падроні, а також (разом з Іваном Чепаріновим) в Ортігейрі. 2005 року переміг у Галаці (разом з Владиславом Неведничим) і одноосібно в Бухаресті. У тому і наступних двох роках виконав три норми гросмейстера (у Ферролі, на чемпіонаті країни в Предялі, де виборов бронзову медаль  а також на чемпіонаті Європи в Дрездені). Також 2006 року поділив 1-ше місце у Вільнев-Толозані (разом з Петаром Геновим, Сергієм Федорчуком і Олександром Карпачовим), а також у Камбадосі (разом з Владіміром Дімітровим і Валентином Йотовим). У 2007 році поділив 1-ше місце Бейле-Фелікс (разом із, зокрема, Андреєм Мураріу і Аліном Береску). 2008 року переміг (разом з Робертом Маркушем і Мілошом Рогановичем) у Суботиці, а у 2009 і 2010 роках двічі поділив 1-ше місце в Ефоріє. 2012 року здобув другу у своїй кар'єрі бронзову медаль чемпіонату Румунії.
Найвищий рейтинг Ело в кар'єрі мав станом на 1 березня 2012 року, досягнувши 2561 балів займав тоді 5-те місце серед румунських шахістів.